# Geraldine Hughes
Geraldine Hughes (Belfast, Irlanda del Norte;  1970) es una actriz norirlandesa.
Nacida en Belfast Occidental, Hughes ha aparecido en películas como Duplex, Rocky Balboa y Gran Torino. Ella interpretó a Mary Todd Lincoln en Killing Lincoln. Más recientemente,[¿cuándo?] interpretó una obra en solitario escrita por ella misma, Belfast Blues.

## Primeros años
Hughes creció en Divis Flats en Belfast, Irlanda del Norte, durante The Troubles. Para superar los tiempos difíciles, Hughes participó en el club de teatro de su escuela. Le encantaba la escuela, decía que la hacía sentir segura y que disfrutaba de la estructura que le proporcionaba. Fue donde ella escapó de The Troubles. Después de ser elegida para su papel en la película "Children in the Crossfire", Hughes pasó su primer verano en los Estados Unidos. No tenía experiencia como actriz más allá del club de teatro de su escuela antes de aceptar su papel de Mary en la película.

## Carrera
Cuando Hughes tenía solo 14 años, los productores de televisión estadounidenses audicionaron a cientos de niños en Irlanda para su película y de los cientos, tres fueron elegidos para participar en la película, Hughes fue uno de ellos. Este primer debut cinematográfico suyo fue en la película "Children of the Crossfire" en el año 1984. Más tarde, durante sus primeros años en Los Ángeles, Hughes se convirtió en niñera a tiempo parcial de Danny DeVito y Los hijos de Rhea Perlman.
Después de una actuación teatral, Hughes fue contactada por un director de casting y le pidió que hiciera una audición para el papel de Marie en Rocky Balboa, un papel por el que podría decirse que es más conocida.
Hughes ha estado y sigue trabajando en el campo de las artes escénicas.

## Educación
En Belfast, Hughes asistió al St. Louise's Comprehensive College en los años 80. Más tarde, asistió a la Universidad de California en Los Ángeles (UCLA) con una beca privada de aquellos con los que trabajó en la película "Children in the Crossfire". Mientras pagaban su matrícula, ella pagaba sus gastos de subsistencia. Hughes se graduó de la universidad con una  BA de la Escuela de Teatro, Cine y Televisión. Y en 2009, la Universidad de Queens en Belfast otorgó a Hughes un doctorado honoris causa por sus contribuciones a las artes escénicas.

## Filmografía

### Películas
| Año  | Película                          | Personaje         | Notas      |
| ---- | --------------------------------- | ----------------- | ---------- |
| 1984 | Children in the Crossfire         | Mary              |            |
| 1997 | St. Patrick's Day                 | Maeve             |            |
| 1986 | The End of the World Man          | Barbara           |            |
| 2003 | Dúplex                            | Recepcionista     |            |
| 2006 | Rocky Balboa                      | Marie             |            |
| 2008 | Gran Torino                       | Karen Kowalski    |            |
| 2013 | Killing Lincoln                   | Mary Todd Lincoln |            |
| 2012 | Dead Souls                        | Mary Petrie       |            |
| 2014 | Time Out of Mind                  | Maire             |            |
| 2017 | The Book of Henry                 | Sra. Evans        |            |
| 2020 | Nine Days                         | Colleen           |            |
| 2024 | In the Land of Saints and Sinners | N/A               | Productora |